# Stenus capucinus
Stenus capucinus är en skalbaggsart som beskrevs av Karl Henrik Boheman. Stenus capucinus ingår i släktet Stenus och familjen kortvingar. Inga underarter finns listade i Catalogue of Life.